# تنغ درمن (مقاطعة تشرام)
تنغ درمن (بالفارسية: تنگ درمن) هي قرية تقع في قسم بشتة ذيلايي الريفي (مقاطعة تشرام) في إيران.